# Carl Gottlieb

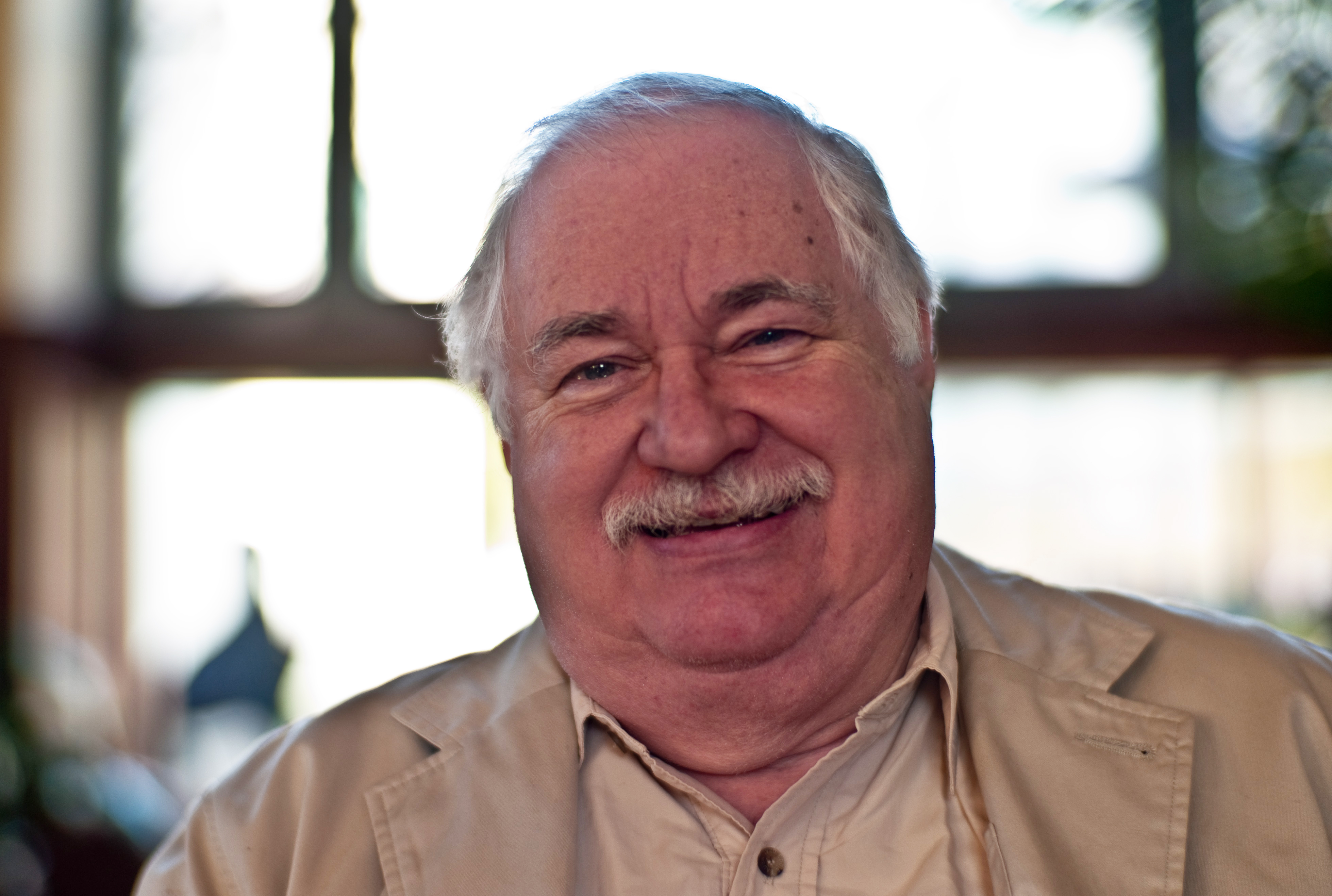
Carl Gottlieb (2009)

Carl Gottlieb (* 18. März 1938 in New York) ist ein US-amerikanischer Drehbuchautor, Regisseur und Schauspieler.

## Leben
Nach Abschluss seines Studiums an der Syracuse University wurde er zunächst Mitglied der Improvisations-Schauspielgruppe „The Committee“. Zum Ende der 1960er schrieb er Drehbücher für Fernsehserien, unter anderem für The Bob Newhart Show, Music Scene und Männerwirtschaft. 1969 wurde er als einer der Autoren für The Smothers Brothers Comedy Hour  mit dem Emmy-Award ausgezeichnet. Außerdem trat er in verschiedenen Gastrollen auf, unter anderem in Tennisschläger und Kanonen und MASH.
Steven Spielberg verpflichtete Gottlieb 1975 als Drehbuchautor für Der weiße Hai, da er mit dem vorhandenen Material unzufrieden war. Gottlieb schrieb das Buch von Peter Benchley um und trat auch in einer Nebenrolle auf. Für das Drehbuch war er zusammen mit Benchley für den BAFTA-, WGA- und Golden Globe Award nominiert. Nach dem Drehbuch für die Komödie Wie geht’s aufwärts? mit Richard Pryor wurde er auch für die Fortsetzung Der weiße Hai 2 verpflichtet. 1979 schrieb er zusammen mit Steve Martin Reichtum ist keine Schande, dessen ersten Kinofilm. Im Jahr 1983 folgten die Drehbücher für die Komödie Dr. Detroit mit Dan Aykroyd und Der weiße Hai 3-D. Für letzteren wurde er für die Goldene Himbeere für das schlechteste Drehbuch nominiert.
Gottlieb war auch als Regisseur tätig, er drehte 1981 den Film Caveman – Der aus der Höhle kam mit Ringo Starr in der Hauptrolle. Neben verschiedenen Folgen für Fernsehserien war er auch einer der Regisseure von Amazonen auf dem Mond oder Warum die Amis den Kanal voll haben und drehte zusätzliche Szenen für Mickey Blue Eyes (1999).
Bereits 1968 war er der Gewerkschaft Writers Guild of America beigetreten und wurde zwischen 1991 und 2004 drei Mal zum Vizepräsidenten gewählt.

## Filmografie (Auswahl)
Drehbuch
- 1975: Der weiße Hai (Jaws)
- 1977: Wie geht’s aufwärts? (Which Way Is Up?)
- 1978: Der weiße Hai 2 (Jaws 2)
- 1979: Reichtum ist keine Schande (The Jerk)
- 1981: Caveman – Der aus der Höhle kam (Caveman, auch Regie)
- 1983: Der weiße Hai 3-D (Jaws 3-D)
- 1983: Dr. Detroit (Doctor Detroit)

Darsteller
- 1968: Tennisschläger und Kanonen (I Spy)
- 1970: MASH
- 1973: Der Tod kennt keine Wiederkehr (The Long Goodbye)
- 1975: Der weiße Hai (Jaws)
- 1979: Reichtum ist keine Schande (The Jerk)
- 1979: Mork vom Ork (Mork & Mindy)
- 1983: Zwei ausgekochte Gauner (The Sting II)
- 1984: Johnny G. – Gangster wider Willen (Johnny Dangerously)
- 1985: Kopfüber in die Nacht (Into the Night)
- 1995: Clueless – Was sonst! (Clueless)

Regie
- 1977: Ein Kellner wie der Gast ihn liebt (The Absent-Minded Waiter) (Kurzfilm)
- 1981: Caveman – Der aus der Höhle kam
- 1987: Amazonen auf dem Mond oder Warum die Amis den Kanal voll haben (Amazon Women on the Moon)
- 1988: Inspektor Hooperman (Hooperman) (Fernsehserie, 1 Folge)

## Auszeichnungen (Auswahl)
- 1969: Emmy für The Smothers Brothers Comedy Hour
- 1976: Golden-Globe-Award-Nominierung für Der weiße Hai
- 1976: WGA Award für Der weiße Hai
- 1976: BAFTA -Nominierung für Der weiße Hai
- 1984: Goldene-Himbeere-Nominierung für Der weiße Hai 3-D